# Lijst van Heeresgruppen tijdens de Tweede Wereldoorlog

Symbool van de Duitse Wehrmacht

Heeresgruppe is een Duits woord voor legergroep en is een overkoepelend militair grootverband van een aantal legers onder een opperbevelhebber. Als afkorting wordt gebruikt HGr en als tactische teken XXXXX. 

## Tweede Wereldoorlog
Tijdens de Tweede Wereldoorlog bestond de Heer (Wehrmacht) uit de volgende Heeresgruppen:
| Heeresgruppe             | Periode                             | Ontstaan uit                 | => Hernoemd in of Capitulatie         | Ingezet in/op                   |
| ------------------------ | ----------------------------------- | ---------------------------- | ------------------------------------- | ------------------------------- |
| Heeresgruppe A (1)       | 26 oktober 1939 - 22 juni 1941      | Heeresgruppe Süd (1)         | Heeresgruppe Süd (2)                  | Frankrijk                       |
| Heeresgruppe A (2)       | augustus 1942 - 30 maart 1944       | Heeresgruppe Süd (2)         | Heeresgruppe Südukraine               | Oostfront                       |
| Heeresgruppe A (3)       | 23 september 1944 - 25 januari 1945 | Heeresgruppe Nordukraine     | Heeresgruppe Mitte (2)                | Oostfront                       |
| Heeresgruppe Afrika      | 22 februari 1943 - 13 mei 1943      | Duits-Italiaanse Panzerarmee | capitulatie                           | Tunesië                         |
| Heeresgruppe B (1)       | 12 oktober 1939 - 22 juni 1941      | Heeresgruppe Nord (1)        | Heeresgruppe Mitte (1)                | Frankrijk                       |
| Heeresgruppe B (2)       | 9 juli 1942 - 9 februari 1943       | Heeresgruppe Süd (2)         | capitulatie                           | Oostfront                       |
| Heeresgruppe B (3)       | 19 juli 1943 - 26 november 1943     | ..                           | ..                                    | Italië                          |
| Heeresgruppe B (4)       | 26 november 1943 - 17 april 1945    | ..                           | capitulatie                           | Westfront                       |
| Heeresgruppe C (1)       | 26 augustus 1939 - 22 juni 1941     | ..                           | Heeresgruppe Nord (2)                 | Frankrijk                       |
| Heeresgruppe C (2)       | 26 november 1943 - 2 mei 1945       | ..                           | capitulatie                           | Italië                          |
| Heeresgruppe D           | 26 oktober 1940 - 22 april 1945     | ..                           | capitulatie                           | Westfront                       |
| Heeresgruppe Don         | 21 november 1942 - 12 februari 1943 | ..                           | Heeresgruppe Süd (3)                  | Oostfront                       |
| Heeresgruppe E           | 1 januari 1943 - 8 mei 1945         | ..                           | capitulatie                           | Balkan                          |
| Heeresgruppe F           | 12 augustus 1943 - 25 maart 1945    | ..                           | ..                                    | Balkan                          |
| Heeresgruppe G           | 12 september 1944 - 5 mei 1945      | Armeegruppe G                | capitulatie                           | Westfront                       |
| Heeresgruppe H           | 11 november 1944 - 7 mei 1945       | ..                           | capitulatie                           | Nederland / Nordrhein-westfalen |
| Heeresgruppe Kurland     | 25 januari 1945 - 8 mei 1945        | Heeresgruppe Nord (2)        | capitulatie                           | Oostfront                       |
| Heeresgruppe Mitte (1)   | 22 juni 1941 - 25 januari 1945      | Heeresgruppe B (1)           | Heeresgruppe Nord (3)                 | Oostfront                       |
| Heeresgruppe Mitte (2)   | 25 januari 1945 - 8 mei 1945        | Heeresgruppe A (3)           | capitulatie                           | Oostfront                       |
| Heeresgruppe Nord (1)    | 2 september 1939 - 12 oktober 1939  | ..                           | Heeresgruppe B (1)                    | Polen                           |
| Heeresgruppe Nord (2)    | 22 juni 1941 - 25 januari 1945      | Heeresgruppe C (1)           | Heeresgruppe Kurland                  | Oostfront                       |
| Heeresgruppe Nord (3)    | 25 januari 1945 - 2 april 1945      | Heeresgruppe Mitte (1)       | AOK 12                                | Oostfront                       |
| Heeresgruppe Nordukraine | 4 april 1944 - 23 september 1944    | Heeresgruppe Sud (3)         | Heeresgruppe A (3)                    | Oostfront                       |
| Heeresgruppe Oberrhein   | 2 december 1944 - 29 januari 1945   | ..                           | Opgenomen in Heeresgruppe G           | Westfront                       |
| Heeresgruppe Ostmark     | 30 april 1945 - 8 mei 1945          | Heeresgruppe Süd             | capitulatie                           | Oostfront                       |
| Heeresgruppe Süd (1)     | 24 augustus 1939 - 26 oktober 1939  | ..                           | Heeresgruppe A (1)                    | Polen                           |
| Heeresgruppe Süd (2)     | 22 juni 1941 - 9 juli 1942          | Heeresgruppe A (1)           | Heeresgruppe A (2) Heeresgruppe B (2) | Oostfront                       |
| Heeresgruppe Süd (3)     | 12 februari 1943- 4 april 1944      | Heeresgruppe Don             | Heeresgruppe Nordukraine              | Oostfront                       |
| Heeresgruppe Süd (4)     | 23 september 1944 - 30 april 1945   | Heeresgruppe Südukraine      | Heeresgruppe Ostmark                  | Oostfront                       |
| Heeresgruppe Südukraine  | 1 april 1944 - 23 september 1944    | Heeresgruppe A (2)           | Heeresgruppe Süd (4)                  | Oostfront                       |
| Heeresgruppe Weichsel    | 24 januari 1945 - 8 mei 1945.       | ..                           | capitulatie                           | Oostfront                       |

Diverse Heeresgruppen werden hernoemd als gevolg van gebeurtenissen aan diverse fronten. Dit betreft de namen A, B, C, Süd, Nord en Mitte. De in het tabel tussen de haakjes vermelde cijfers dient slechts ter onderscheiding.